# Atletica leggera ai Giochi della I Olimpiade - Salto con l'asta
La gara di salto con l'asta dei Giochi della I Olimpiade si tenne il 10 aprile 1896 ad Atene, nello Stadio Panathinaiko, in occasione dei primi Giochi olimpici dell'era moderna. Vi parteciparono cinque atleti provenienti da sole due nazioni, Grecia e Stati Uniti. Si utilizzavano aste di bambù e si ricadeva su un bacino ripieno di segatura.
I migliori atleti al mondo superano 3,40 metri. La miglior prestazione del 1895 è stata ottenuta dallo statunitense Christian T. Buchholtz con 11 piedi, 3 pollici e ½ (pari a 3,448 metri). Buchholtz non è presente ad Atene.

## Risultati
I greci cominciarono con un'altezza di 2,40 metri, aumentandola di 10 centimetri ad ogni turno di salti. Viene subito eliminato Xydas, che ha fallito i primi due salti; i due connazionali escono alla quarta altezza (2,70 m).
Gli statunitensi, che fino a quel momento sono rimasti a guardare, entrano in gara a 2,80 metri, piazzandosi poi ai primi due posti.
Il salto con l'asta è una delle pochissime gare del programma dell'atletica leggera che presenta risultati tecnici di livello assoluto.
| Pos.    | Nazione     | Atleta                 | Età | Misura |
| ------- | ----------- | ---------------------- | --- | ------ |
| Oro     | Stati Uniti | Bill Hoyt              | 21  | 3,30 m |
| Argento | Stati Uniti | Albert Tyler           | 24  | 3,20 m |
| Bronzo  | Grecia      | Evangelos Damaskos     |     | 2,60 m |
| Bronzo  | Grecia      | Ioannis Theodoropoulos |     | 2,60 m |
| 5       | Grecia      | Vasilios Xydas         | 19  | 2,40 m |